# Congresso de Ba

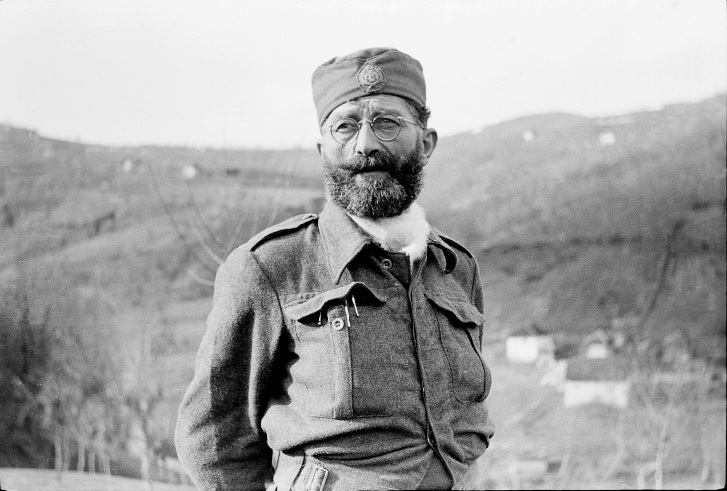
O Congresso Ba foi convocado pelo líder Chetnik Draža Mihailović.

O Congresso de Ba, também conhecido como Congresso de São Sava (em sérvio:  Светосавски конгрес, transl. Svetosavski kongres) ou Grande Congresso do Povo, foi uma reunião de representantes do movimento Chetnik de Draža Mihailović realizada entre 25 e 28 de janeiro de 1944 na vila de Ba, no território da Sérvia ocupado pelos alemães durante a Segunda Guerra Mundial. Procurou fornecer uma alternativa política aos planos para a Iugoslávia do pós-guerra estabelecidos pelos rivais dos Chetniks, os Partidários Iugoslavos liderados pelos comunistas, e tentou reverter a decisão das principais potências Aliadas de fornecer o seu apoio exclusivo aos Partidários Iugoslavos. ao mesmo tempo que retirava o seu apoio aos Chetniks.
O plano partidário foi estabelecido na Segunda Sessão de novembro de 1943 do Conselho Antifascista para a Libertação Nacional da Iugoslávia (AVNOJ), liderado pelos comunistas. Enquanto o movimento Chetnik e Mihailović trabalhavam para um retorno à Iugoslávia monarquista dominada pelos sérvios do período entre guerras, AVNOJ havia resolvido que a Iugoslávia do pós-guerra seria uma república federal com seis repúblicas constituintes iguais, e negou o direito do rei Pedro II regressará do exílio antes de um referendo popular para determinar o futuro do seu governo. AVNOJ afirmou ainda que era o único governo legítimo da Iugoslávia.
Na altura do Congresso de Ba, grande parte do movimento Chetnik tinha sido atraída para a colaboração com as forças de ocupação. Os britânicos, que tinham primazia em relação à política aliada na Iugoslávia, apoiaram originalmente os chetniks, mas, em dezembro de 1943, concluíram que os chetniks estavam mais interessados em colaborar com o Eixo contra os guerrilheiros do que em lutar contra o Eixo. Como teste, pediram a Mihailović que atacasse duas pontes específicas na linha ferroviária Belgrado-Salonika, o que nunca aconteceu. Na Conferência de Teerã de Novembro – Dezembro de 1943, os principais Aliados concordaram em mudar o apoio aos Partidários. No entanto, os guerrilheiros não conseguiram entrar no território da Sérvia ocupado pelos alemães e, combinado com um armistício de novembro que os chetniks tiveram com os alemães (e provavelmente com seu apoio tácito ao congresso), os chetniks planejaram o Congresso Ba como um evento político. gesto destinado a abordar as resoluções da AVNOJ, proporcionando uma visão política alternativa para a Jugoslávia do pós-guerra, e como um meio de mudar a opinião dos Aliados – mas particularmente dos EUA – sobre as decisões da Conferência de Teerão que retirou o apoio ao Chetnik movimento.
O congresso foi inaugurado em 25 de janeiro de 1944, com o líder pré-guerra do pequeno Partido Socialista da Iugoslávia, Živko Topalović, como seu presidente. O congresso denunciou o AVNOJ como "o trabalho da minoria Ustaše-Comunista", dando continuidade a uma campanha de propaganda existente que afirmava que os Partidários e os Ustashas se tinham unido para exterminar os sérvios. Também prestou total apoio ao rei Pedro II e ao governo iugoslavo no exílio e reafirmou a oposição do movimento Chetnik aos alemães e aos seus aliados. Resolveu ainda mobilizar todos os sérvios anticomunistas para lutar pela sobrevivência da Sérvia. Fundou um novo partido político, a União Nacional Democrática Iugoslava (JDNZ), num esforço para unir todos os elementos do movimento Chetnik. Por último, propôs a sua própria visão para o futuro político e socioeconómico da Jugoslávia. Este quadro político incluía um soberano sérvio e um estado federal tripartido, com entidades apenas para os sérvios, croatas e eslovenos, sendo a unidade sérvia dominante, muito ao estilo da ideia nacionalista e irredentista sérvia da Grande Sérvia. No entanto, embora o congresso tenha resultado num curto período de colaboração reduzida com os alemães e as forças do governo fantoche de Salvação Nacional no território da Sérvia ocupado pelos alemães, nesta fase da guerra, e com a mudança na política Aliada em relação dos Chetniks, não havia nada que pudesse ser feito para melhorar a posição do movimento. Mihailović foi demitido do cargo de ministro do governo no exílio logo depois, e a situação de Chetnik continuou a deteriorar-se, com a sua contínua tentativa de colaboração com os alemães fazendo o jogo dos guerrilheiros.

## Contexto

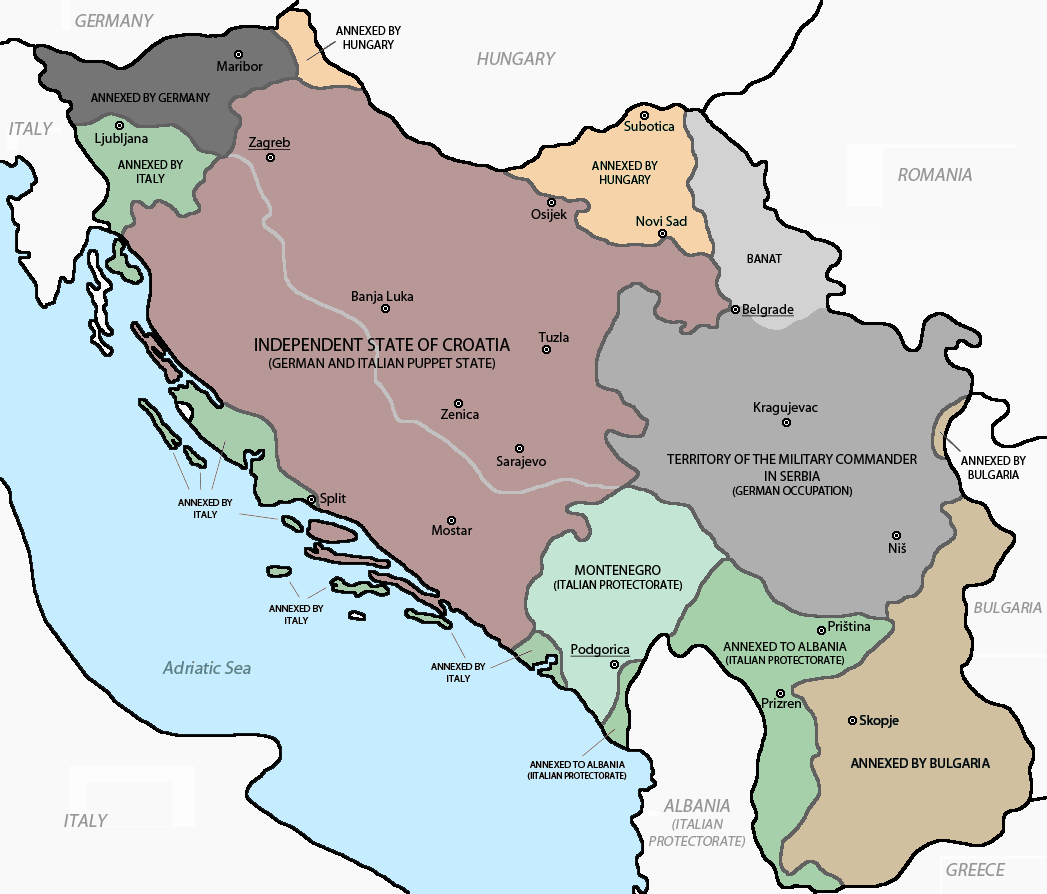
Mapa mostrando as zonas de ocupação e divisão da Iugoslávia, 1941–1943. As áreas cinza escuro e claro na fronteira oriental mostram a extensão do território da Sérvia ocupado pelos alemães.

Em Abril de 1941, o Reino da Iugoslávia foi arrastado para a Segunda Guerra Mundial, quando a Alemanha e os seus aliados invadiram e ocuparam o país, que foi então dividido. Algum território iugoslavo foi anexado pelos seus vizinhos do Eixo: Hungria, Bulgária e Itália. Os alemães planejaram e apoiaram a criação do Estado Independente da Croácia (em croata:  Nezavisna Država Hrvatska, NDH), um estado-fantoche liderado pelo fascista Ustaše. O NDH compreendia toda a atual Croácia e Bósnia e Herzegovina e alguns territórios adjacentes.  Antes da derrota, o rei Pedro II e o seu governo foram para o exílio, reformando-se em junho como governo iugoslavo no exílio reconhecido pelos Aliados Ocidentais em Londres. 
Dois movimentos de resistência logo surgiram na Iugoslávia ocupada: os quase exclusivamente étnicos sérvios e monarquistas Chetniks, liderados por Draža Mihailović; e os Partidários multiétnicos e liderados pelos comunistas, sob Josip Broz Tito. As abordagens dos dois movimentos de resistência diferiram em aspectos importantes desde o início. Os Chetniks sob o comando de Mihailović defenderam uma estratégia de "esperar para ver" de construção de uma organização para uma luta que deveria começar quando os Aliados Ocidentais chegassem à Iugoslávia, limitando assim as perdas de pessoal militar e civil até a fase final da guerra . Por outro lado, os Partidários opuseram-se implacavelmente à ocupação do Eixo e resistiram consistentemente desde o início. A agenda política de Chetnik era um regresso à Jugoslávia dominada pelos sérvios do período entre guerras, enquanto os Partidários se esforçavam por criar uma revolução social numa Jugoslávia multiétnica mas dominada pelos comunistas.   Durante os primeiros anos da guerra, os Chetniks não conseguiram articular ou promover uma agenda política forte. Segundo o historiador e cientista político Kirk Ford, é possível que Mihailović acreditasse que não precisava fazê-lo, visto que era representante do governo no exílio desde janeiro de 1942. 
Em diferentes partes do país, o movimento Chetnik foi progressivamente envolvido em acordos de colaboração.  Primeiro, com as forças do Governo fantoche de Salvação Nacional no território da Sérvia ocupado pelos alemães, depois com os italianos na Dalmácia e Montenegro ocupadas, a seguir com algumas das forças Ustasha na região norte da Bósnia do NDH, e, depois a capitulação italiana em setembro de 1943, diretamente com os alemães.  Em 29 de outubro de 1943, Adolf Hitler autorizou o quartel-general alemão a utilizar "forças nacionais anticomunistas" para combater insurgências no sudeste da Europa.  No final do ano, devido a uma tendência para a colaboração, o Governo de Salvação Nacional e os alemães eram pelo menos tão influentes sobre o movimento Chetnik no território da Sérvia ocupado pelos alemães como Mihailović, que estava a tornar-se cada vez mais isolado. 

## Prelúdio

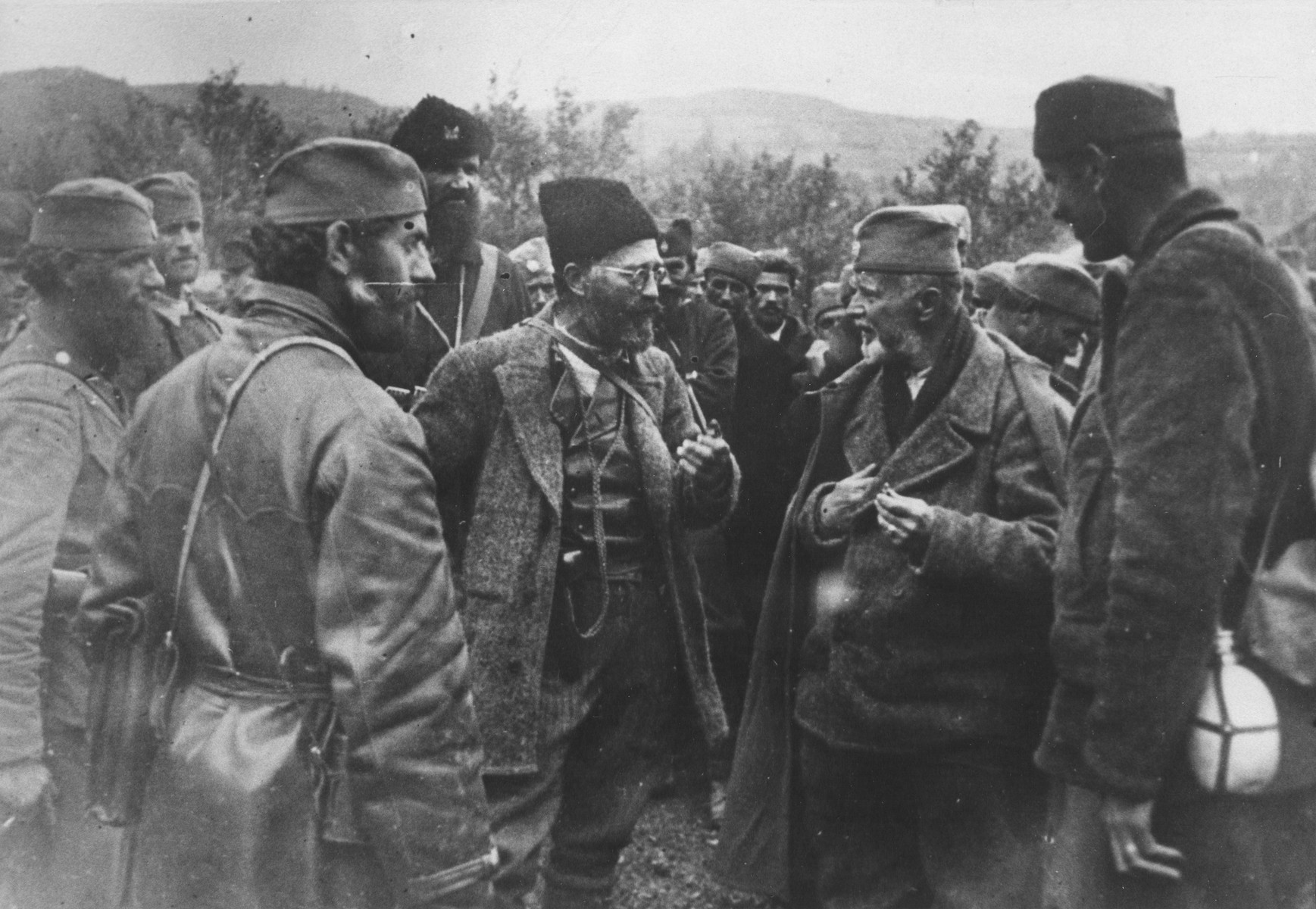
Mihailović (ao centro com óculos) conversa com seu conselheiro político Dragiša Vasić (segundo a partir da direita) e outros

Em meados de 1943, Mihailović percebeu que precisava ampliar o apelo político do movimento Chetnik. Os reveses no Montenegro e Herzegovina mostraram que a ideologia política Chetnik estava a produzir resultados insatisfatórios junto da população, e os Aliados Ocidentais estavam preocupados com o facto de o movimento Chetnik ser antidemocrático, ou possivelmente até fascista. O verniz de democracia promovido pelos Partidários era atraente para os Aliados Ocidentais, e Mihailović estava preocupado com a possibilidade de o apoio que recebia passar para eles. A fim de alargar a base do movimento Chetnik, Mihailović contactou representantes dos partidos políticos anteriores à guerra que viviam em Belgrado. Ele assegurou-lhes que a antiga abordagem iliberal do movimento, defendida pelos seus conselheiros políticos próximos, o antigo republicano e adepto da Mão Negra Dragiša Vasić e o ideólogo Chetnik Stevan Moljević, tinha sido substituída por um compromisso com a democracia. Os políticos responderam positivamente à abordagem de Mihailović, pois estavam preocupados com o resultado da guerra, e nem uma ditadura comunista nem uma ditadura militar de Chetnik os atraíram..
Segundo o historiador Lucien Karchmar, o político que parece ter assumido o papel principal nestas negociações foi o líder do pequeno Partido Socialista do pré-guerra, Živko Topalović. Topalović contactou membros da Oposição Unida pré-guerra, como o líder do Partido Democrático Independente, Adam Pribićević, e o líder do Partido Radical Popular, Aca Stanojević. Tanto Pribićević como Stanojević eram apenas os líderes nominais dos seus respectivos partidos, uma vez que os verdadeiros decisores nos seus partidos estavam com o governo no exílio em Londres. Os partidos políticos concordaram que negociariam com Mihailović como um grupo. Cada partido nomeou dois delegados para um conselho coordenador, e o conselho selecionou quatro negociadores, liderados por Topalović, que deveriam elaborar os detalhes de um acordo com o líder Chetnik. Estas negociações arrastaram-se e houve um intervalo de dois meses entre as discussões. Do lado do Chetnik, Moljević e os seus apoiantes sugeriram que os políticos se juntassem ao movimento Chetnik, que consideravam apolítico, mas os políticos recusaram ser absorvidos desta forma. Em vez disso, exigiram a formação de um novo agrupamento político, do qual o movimento Chetnik seria apenas uma parte, e que este novo agrupamento traçasse um novo programa para o futuro. Outras exigências eram a reafirmação da ideia jugoslava, um sistema parlamentar e reformas sociais, um país organizado a nível federal, melhores relações com os britânicos e uma nova tentativa de reconciliação com os guerrilheiros, de preferência com a ajuda dos Aliados.
Alguns dos seguidores de Mihailović foram contra concordar com as exigências dos políticos. No entanto, o líder do Chetnik aceitou-os, mas com a condição de que os políticos se comprometessem firmemente com o acordo. Os políticos relutaram em fazer isto, como se assinassem qualquer documento que pudesse ser usado contra eles pelos alemães, forçando-os a deixar Belgrado e a juntar-se a Mihailović no terreno. O passo seguinte foi uma proposta de convocação de um congresso para ratificar a nova estrutura política e anunciar o novo programa. Mihailović adiantou a data de 1 de dezembro, que era o aniversário da fundação do Reino dos Sérvios, Croatas e Eslovenos (Reino da Iugoslávia desde 1929) em 1918, mas os políticos atrasaram os preparativos enquanto continuavam a negociar e a hesitar. 

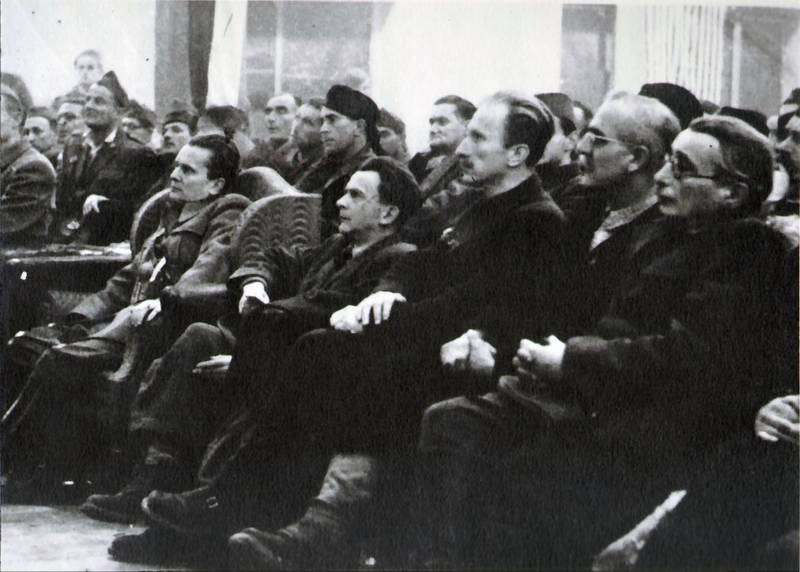
A Segunda Sessão do AVNOJ representou uma séria ameaça política para os Chetniks. Na foto em Jajce (sentado a partir da esquerda) Josip Broz Tito, Josip Vidmar, Edvard Kocbek, Josip Rus e Moša Pijade

Quando finalmente foi realizado, o Congresso de Ba, também conhecido como Congresso de São Sava   ou Grande Congresso do Povo,  foi conduzido à sombra de duas ameaças, que afetaram tanto os Chetniks quanto os líderes dos partidos políticos da Jugoslávia antes da guerra que agora os apoiavam. A primeira delas foi que os Partidários tinham alargado o seu apelo ao promoverem a ideia de unidade entre os povos Jugoslavos como membros livres e iguais do país. Isso atraiu muitas pessoas para sua causa. Esta abordagem foi formalizada pela resolução da Segunda Sessão do Conselho Antifascista para a Libertação Nacional da Iugoslávia (em servo-croata:  Antifašističko vijeće narodnog oslobođenja Jugoslavije, AVNOJ) na cidade bósnia de Jajce em novembro de 1943, que decidiu criar uma Iugoslávia federal, baseada em seis repúblicas constituintes com direitos iguais, Bósnia e Herzegovina, Croácia, Macedônia, Montenegro, Sérvia e Eslovênia. Juntamente com esta resolução, AVNOJ afirmou que era o único governo legítimo da Jugoslávia e negou o direito do rei Pedro de regressar do exílio antes de um referendo popular para determinar o futuro do seu governo.  Os Aliados Ocidentais não expressaram oposição às resoluções do AVNOJ,  e na Conferência de Teerã de 28 de Novembro a 1 de Dezembro, os Aliados concordaram em dar o seu apoio aos Partidários. 
A segunda ameaça aos Chetniks e aos seus aliados políticos foi o facto de, a partir de meados de 1943, os britânicos, que tinham a primazia em relação à política aliada na Jugoslávia, terem começado a duvidar da sua decisão de apoiar Mihailović. Em dezembro, eles concluíram que os Chetniks de Mihailović estavam mais interessados em colaborar com o Eixo contra os Partidários do que em lutar contra o Eixo.   Em 8 de dezembro de 1943, na sequência da decisão da Conferência de Teerão,  o Comandante-em-Chefe britânico do Médio Oriente, General Henry Maitland Wilson, enviou uma mensagem a Mihailović pedindo-lhe que atacasse duas pontes específicas no rio Belgrado. para a linha ferroviária de Salônica. Esta mensagem foi um teste formulado pelos britânicos para avaliar as intenções de Mihailović em relação à resistência aos alemães, e foi feita com a expectativa de que ele continuaria a sua inactividade contra os alemães e não obedeceria. O chefe da missão do Executivo de Operações Especiais Britânico (SOE) junto aos Chetniks, Brigadeiro Charles Armstrong, deu sequência a isso com ordens escritas em 16 de dezembro, instruindo Mihailović a realizar a sabotagem nas duas pontes até 29 de dezembro. Os ataques nunca foram realizados. 
No final de 1943, os Partidários, que haviam desfrutado de considerável sucesso no resto da Iugoslávia após a capitulação dos italianos em setembro, foram frustrados na tentativa de invadir o território da Sérvia ocupado pelos alemães a partir dos territórios ocupados vizinhos da Montenegro, Sandžak e leste da Bósnia. A operação liderada pelos alemães que interrompeu a incursão partidária, Operação Kugelblitz, incluiu unidades búlgaras e colaboradoras de Chetnik. Embora não tenha conseguido destruir as formações partidárias visadas, atrasou a sua entrada em território sérvio. Os Chetniks aproveitaram esta trégua, reforçados pela relativa protecção proporcionada pelos acordos de armistício que tinham feito com os alemães em Novembro. Esta situação permitiu aos Chetniks convocar o Congresso Ba como um gesto político marcante destinado a abordar as resoluções do AVNOJ e a fornecer uma visão política alternativa para a Jugoslávia do pós-guerra.    Foi também concebido como um meio de mudar a opinião dos Aliados – mas particularmente dos EUA – sobre as decisões da Conferência de Teerão que retirou o apoio ao movimento Chetnik. Outro objectivo era alargar o apoio político ao movimento através de um programa que, embora permanecesse ferozmente anticomunista, tinha elementos democráticos suficientes para ter um apoio generalizado entre a população. 

## Participantes
O congresso foi organizado por Mihailović e ocorreu entre 25 e 28 de janeiro de 1944 na aldeia de Ba, perto de Valjevo, no território da Sérvia ocupado pelos alemães. Aproximadamente 300 civis participaram,    quase todos sérvios da Sérvia, Montenegro e Bósnia, juntamente com dois ou três croatas, um esloveno e um muçulmano bósnio. A representação não-sérvia era efectivamente simbólica. Os delegados da Herzegovina e da Dalmácia não puderam comparecer a tempo.   Os delegados presentes incluíam os principais comandantes Chetnik, políticos que se juntaram à causa Chetnik no início, como Vasić e Moljević, representantes dos antigos partidos políticos sérvios que decidiram juntar-se aos Chetniks mais tarde e outros. Os políticos incluíam Topalović e Pribićević.  Praticamente todos os partidos políticos anteriores à guerra estavam representados de alguma forma, excluindo os comunistas e grupos alinhados com os fascistas.  O congresso foi único durante a guerra, na medida em que foi a única reunião que incluiu os principais comandantes do Chetnik e políticos estreitamente alinhados, bem como apoiantes do Chetnik entre os partidos políticos anteriores à guerra. 
A velha guarda de Chetnik opôs-se originalmente ao envolvimento dos políticos pré-guerra recentemente alinhados e, de acordo com Mihailović, só foram incluídos por insistência dele. Mihailović também se opôs a que Vasić tivesse um papel significativo no congresso, porque ele e Vasić estavam agora regularmente em lados opostos nas discussões. Vasić só foi incluído a pedido de Topalović. Um número significativo dos líderes mais jovens do Chetnik considerou que os políticos do pré-guerra eram de má qualidade e carácter e eram obstáculos às reformas políticas, sociais e económicas após a guerra.  Dado que os alemães poderiam facilmente ter evitado a sua ocorrência ou interrompido uma vez em curso, os historiadores Jozo Tomasevich e Marko Attila Hoare argumentaram que o congresso foi realizado com a aprovação tácita dos alemães.  

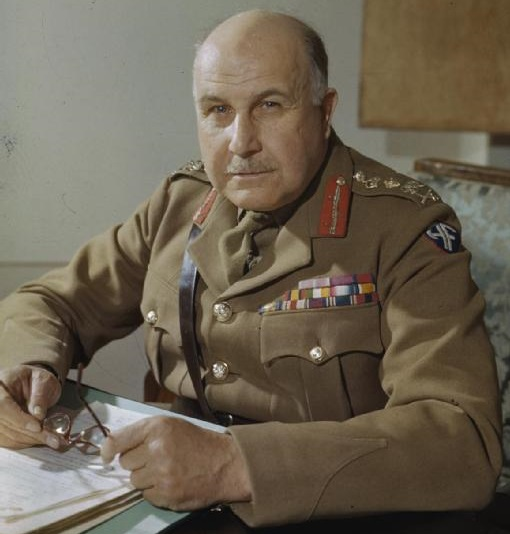
Mihailović não atendeu ao pedido do general britânico Henry Maitland Wilson (foto) para atacar pontes ferroviárias

O congresso também contou com a presença do tenente George Musulin, um dos oficiais do Escritório Americano de Serviços Estratégicos (OSS) vinculado à missão britânica em Mihailović,  em grande parte por sua própria iniciativa. Ele foi o único representante aliado que compareceu.  Armstrong recusou-se a participar do congresso por causa do fracasso de Chetnik em realizar as operações de sabotagem ordenadas por Wilson e por ele mesmo.  o primeiro-ministro britânico, Winston Churchill, usou a recusa de Mihailović como uma oportunidade para contar ao rei Pedro sobre a decisão da Conferência de Teerã de que os Aliados apoiariam exclusivamente Tito e que Mihailović poderia ter de ser demitido do cargo de ministro no governo no exílio. 

## Discussões
Na noite anterior ao congresso, Moljević e os apoiantes de longa data do Chetnik entraram em confronto verbal com Topalović e os políticos, mas Mihailović decidiu a favor destes últimos. Mihailović fez um discurso pessoal ao congresso, jurando lealdade ao rei, ao Estado de direito e à Iugoslávia, e negou repetidamente que tivesse quaisquer tendências para a ditadura. Ele também rejeitou a ideia de vingança colectiva contra qualquer nacionalidade ou facção política por crimes cometidos durante a guerra.   Ele recusou-se veementemente a aderir à tendência de colaboração com os alemães que afectava grande parte do movimento Chetnik na altura do congresso, mas as suas repetidas negações sobre os planos para uma ditadura militar indicam uma compreensível falta de confiança dos políticos a este respeito.  Mihailović não esteve abertamente envolvido nas discussões seguintes.  Durante o congresso houve frequentes explosões anti-alemãs por parte dos participantes do congresso. 
Em comum com a prática política durante o período da ditadura real de 1929, o congresso formou um novo partido político, a União Nacional Democrática Iugoslava (em servo-croata:  Jugoslavenska demokratska narodna zajednica, JDNZ) e Topalović foi nomeado seu presidente. Apesar do tamanho muito pequeno do Partido Socialista antes da guerra, Topalović foi aparentemente escolhido devido às suas ligações com dois membros do Partido Trabalhista do ministério da guerra de Churchill, Clement Attlee e Ernest Bevin. O comité estabelecido para o novo partido incluía um grande número de sérvios e montenegrinos, bem como três croatas – Vladimir Predavec, Đuro Vilović, e Niko Bartulović. Também incluiu um refugiado esloveno, Anton Krejći, e um muçulmano bósnio, Mustafa Mulalić. Entre os não-sérvios, apenas Mulalić era um político pré-guerra,    do Partido Nacional Iugoslavo.  A eleição de Topalović foi uma vitória para os moderados entre os delegados e constituiu um revés para os extremistas da Grande Sérvia, como Vasić e Moljević, que dominaram o programa político de Chetnik até então. 
As opiniões sobre o carácter do congresso variaram entre aqueles que tinham laços de longa data com o movimento Chetnik e aqueles políticos do pré-guerra que só recentemente passaram a apoiá-lo. Ambos os grupos acreditavam que tinham interesses iguais no futuro da Iugoslávia. Os Chetniks viam o JDNZ como o braço político expandido do movimento de Mihailović, com Mihailović retendo todo o poder militar e político, enquanto Topalović via os Chetniks como o braço militar sob a primazia do novo partido. Rapidamente ficou claro que os dois lados não conseguiriam chegar facilmente a acordo nem mesmo sobre questões processuais, muito menos sobre resoluções finais.  Moljević também se opôs à criação do JDNZ e só queria uma expansão do existente Comité Central de Chetnik, do qual era membro de longa data. Durante o congresso, os representantes reunidos enviaram uma mensagem de solidariedade à União Soviética e a Joseph Stalin. Apesar da estreita relação entre os Partidários e os Soviéticos, esta mensagem é explicada pelo facto de nem os Chetniks nem o governo no exílio terem assumido uma posição anti-soviética durante a guerra, e Mihailović também pensava que o Exército Vermelho que se aproximava iria agradeço a ajuda dos Chetniks para expulsar os alemães do território ocupado da Sérvia. 

## Resoluções
Após três dias de debate, o congresso tomou resoluções sobre questões militares e políticas. Em primeiro lugar, denunciou as decisões da AVNOJ como “obra da minoria Ustasha-Comunista”, de acordo com a propaganda Chetnik existente de que os Partidários e os Ustashas se uniram para exterminar os Sérvios. Também forneceu total apoio ao governo iugoslavo no exílio, aos Chetniks e à liderança militar de Mihailović, alegando que os Chetniks de Mihailović eram um exército verdadeiramente nacional. Reafirmou a oposição do movimento Chetnik à Alemanha e aos seus aliados e resolveu mobilizar todos os sérvios anticomunistas para lutar pela sobrevivência da Sérvia. Por último, propôs a sua própria visão para o futuro político e socioeconômico da Iugoslávia. 

O congresso denunciou a mudança do AVNOJ para a organização constitucional da Iugoslávia, apelou aos guerrilheiros para abandonarem as ações políticas até o final da guerra,  e adotou uma resolução nobre, mas um tanto imprecisa, conhecida como Resolução Ba (em servo-croata:  Baška rezolucija).  O documento principal chamava-se Os Objetivos do Movimento Ravna Gora e estava dividido em duas partes.  "Movimento Ravna Gora" no título refere-se a Ravna Gora, o lugar onde os Chetniks de Mihailović se estabeleceram pela primeira vez após a invasão, e é um nome alternativo para o movimento Chetnik de Mihailović.  A primeira parte, Os Objetivos Iugoslavos do Movimento Ravna Gora afirmou que: 

- uma Iugoslávia restaurada e ampliada seria um estado nacional dos sérvios, croatas e eslovenos; 
- as minorias nacionais inimigas da Jugoslávia e dos sérvios, croatas e eslovenos seriam expulsas do território iugoslavo; 
- A Jugoslávia seria organizada numa base democrática como uma federação composta por três unidades, Sérvia, Croácia e Eslovênia;  
- todos os três povos da Jugoslávia organizariam os seus próprios assuntos internos conforme a escolha dos seus representantes. 

A segunda parte, Os Objectivos Sérvios do Movimento Ravna Gora, afirmava que todas as províncias sérvias seriam unidas na unidade sérvia dentro do acordo federal, com base na solidariedade entre todas as regiões sérvias da Jugoslávia, sob um parlamento unicameral.  O congresso também decidiu que a Jugoslávia deveria ser uma monarquia constitucional chefiada por um soberano sérvio.  Além disso, o congresso decidiu que não formaria um governo como o AVNOJ tinha feito e apelou aos Partidários para seguirem um processo democrático.  Topalović propôs que a Bósnia fosse uma quarta unidade federal, mas Vasić e Moljević se opuseram a isso,  porque viam a Krajina da Bósnia como parte integrante da unidade federal sérvia. 
Segundo os historiadores Radovan Samardžić e Milan Duškov, o princípio fundamental do programa do Congresso de Ba era o iugoslavismo social-democrata. Eles afirmam que as resoluções do Congresso Ba foram "mais bem fundamentadas, cultural e historicamente" do que a estrutura proposta pela AVNOJ.  O congresso marcou uma mudança no principal objetivo político do Chetnik; em vez do seu objectivo anterior de restaurar o reino centralizado do pré-guerra, mudaram a sua abordagem no sentido de uma estrutura estatal federal com uma unidade federal sérvia dominante. 

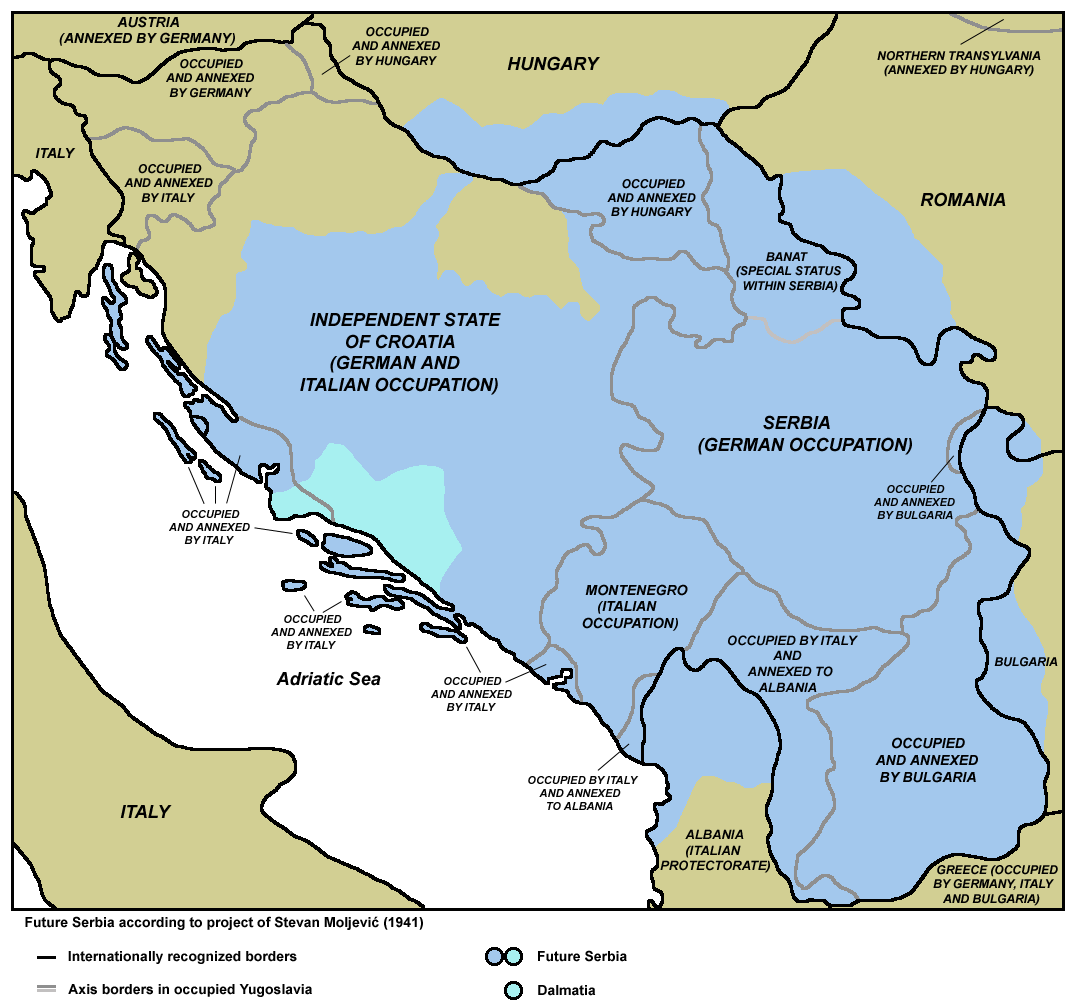
Um mapa mostrando a extensão da Grande Sérvia (em azul), conforme previsto por Moljević na Sérvia Homogênea

Ao concordar com as resoluções do congresso, a liderança do Chetnik procurou minar as acusações partidárias de que estavam dedicados a um regresso à hegemonia sérvia pré-guerra e a uma Grande Sérvia.  Tomasevich observa que ao afirmar a necessidade de reunir todos os sérvios numa única entidade, Os Objectivos Sérvios do Movimento Ravna Gora lembrava a Sérvia Homogénea, escrita por Moljević vários anos antes, que defendia uma Grande Sérvia. Ele também observa que o congresso não reconheceu a Macedónia e o Montenegro como nações separadas, e também deu a entender que a Croácia e a Eslovénia seriam efectivamente apêndices da entidade sérvia. O efeito líquido disto, segundo Tomasevich, foi que o país não só regressaria ao mesmo estado dominado pelos sérvios em que se encontrava durante o período entre guerras, mas seria pior do que isso, especialmente para os croatas. Ele conclui que este resultado era esperado dada a composição esmagadoramente sérvia do congresso.  Hoare concorda que, apesar de seu iugoslavismo superficial, o congresso tinha inclinações claras para a Grande Sérvia,  e o historiador Lucien Karchmar conclui que o uso do termo "Congresso de São Sava" reforçou a impressão de que estava focado nas aspirações dos sérvios, e não nas aspirações dos sérvios. Iugoslavos em geral. 
Em termos do futuro socioeconómico da Jugoslávia, o congresso manifestou interesse em reformar a posição económica, social e cultural do país, particularmente no que diz respeito aos ideais democráticos. Este foi um afastamento significativo dos objectivos anteriores do Chetnik expressos no início da guerra, especialmente em termos de promoção de princípios democráticos com algumas características socialistas. Tomasevich observa que estes novos objectivos estavam provavelmente mais relacionados com a consecução de objectivos de propaganda do que com o reflexo das intenções reais, dado que não havia interesse real em considerar as necessidades dos povos não-sérvios da Iugoslávia.  Parece improvável que o movimento Chetnik estivesse plenamente consciente do sentimento radicalizado entre a população em geral. 
O resultado prático mais importante do congresso foi a criação do JDNZ, porque todos os representantes presentes concordaram em evitar a acção política independente até que as condições na Jugoslávia fossem normalizadas. O existente Comitê Nacional Central Chetnik deveria ser expandido para incluir representantes de todos aqueles que participaram do congresso. A seleção dos novos membros do Comité Nacional Central foi delegada a um "comité organizador de três", composto por Topalović, Vasić e Moljević, que deveriam consultar os vários líderes.   Os resultados do congresso significaram que Mihailović tinha agora o apoio do Partido Radical Popular, do Partido Democrata, do Partido Democrático Independente, do Partido Agrário, do Partido Socialista e do Partido Republicano. De acordo com Karchmar, as alegações dos adeptos de Chetnik de que este aspecto do Congresso Ba demonstrou "apoio popular esmagador" a Mihailović são seriamente falhas,  uma vez que não reconhecem que os partidos políticos iugoslavos do pré-guerra não eram organizações de adesão em massa, e o apoio dos líderes não garantiu de forma alguma o apoio daqueles que votaram nos vários partidos nas últimas eleições de 1938.  Os participantes também esperavam que as resoluções restaurassem o relacionamento Chetnik com os Aliados Ocidentais, especialmente o governo Churchill e o público britânico. 

## Consequências

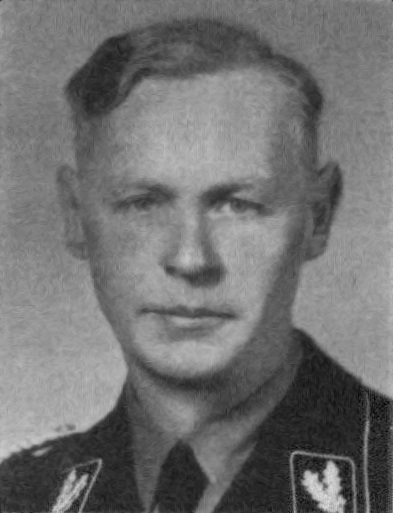
SS-Gruppenführer e Generalleutnant der Polizei August Meyszner receberam relatórios detalhados sobre o congresso

Não tendo participado no congresso, os britânicos não tinham informações de primeira mão sobre as discussões. Só em Abril é que a SOE contactou Musulin e pediu um relatório. Depois de o receberem, os britânicos hesitaram em aceitar o novo programa político pelo seu valor nominal. Avaliando que a situação de Mihailović era cada vez mais desesperadora, não fizeram questão de permitir uma tentativa tardia de salvar o que já consideravam uma causa perdida. Topalović reconheceu mais tarde que o congresso não era tão "imponente nem tão grandioso como a sua própria propaganda e a publicidade que lhe foi dada pelos seus amigos o faziam parecer".  Em maio, a missão britânica em Mihailović foi retirada. No mês seguinte, Mihailović foi afastado do cargo de ministro do governo iugoslavo no exílio, retirando-lhe a legitimidade. A partir daí, ele tratou o governo no exílio como seu inimigo e teve que seguir sozinho. 
Os alemães estavam muito interessados no congresso, e os agentes alemães forneceram um relato detalhado dele ao SS Superior e ao Líder da Polícia no território da Sérvia ocupado pelos alemães, SS-Gruppenführer e Generalleutnant der Polizei,  August Meyszner . Esses relatórios mencionavam as frequentes explosões anti-alemãs que ocorreram.  Os alemães estavam preocupados com os resultados do congresso e podem ter tido algumas consequências limitadas em termos militares, uma vez que os acordos formais de armistício entre os alemães e os chetniks terminaram logo após o congresso. Em termos práticos, apesar da oposição de Mihailović à tendência para a colaboração, a cooperação continuou, forçada pela deterioração da situação dos alemães e dos seus colaboradores no território ocupado.    O congresso foi seguido por uma deterioração significativa nas relações entre o movimento Chetnik e as formações colaboracionistas do Governo de Salvação Nacional na Sérvia ocupada,  liderada por Milan Nedić. O governo iugoslavo no exílio relatou no início de março de 1944 que, em resposta ao congresso, a Gestapo e o governo fantoche sérvio prenderam 798 pessoas em Belgrado e as mantiveram na prisão como reféns, ameaçando atirar em 100 delas para cada soldado alemão. morto na Sérvia.  Vários apoiantes de Mihailović, incluindo alguns políticos, foram detidos pelos alemães como parte desta varredura, e pelo menos um político foi executado. Vários políticos que aceitaram cargos no novo Comité Nacional Central foram forçados a fugir e procurar a protecção de Mihailović. 
Durante o congresso, Mihailović mencionou a Musulin que os Chetniks haviam capturado alguns tripulantes americanos que haviam caído perto de Niš, no sudeste da Sérvia. Musulin viu isso como uma oportunidade de prolongar sua estadia com os Chetniks e, assim que chegaram ao quartel-general dos Chetnik, Musulin contatou o OSS Cairo para obter aprovação para recrutar a assistência dos Chetnik para evacuá-los do território ocupado. Em 6 de março, ele recebeu aprovação para tomar esta ação. Musulin deveria partir no vôo que retirou a tripulação, mas atrasou sua partida por motivo de doença, mas também porque desejava ficar com os Chetniks e coletar informações. Em 20 de maio, ele pediu aprovação do OSS Cairo para permanecer, mas esta foi negada e ele foi extraído para a Itália em 28 de maio com o resto da missão britânica junto aos Chetniks.  Uma nova missão OSS, a Operação Halyard, chegou em agosto para utilizar a assistência Chetnik na evacuação de aviadores abatidos da Sérvia ocupada. Musulin foi inicialmente o líder da equipe da Operação Halyard. 
Quando partiu em maio, Musulin estava acompanhado por Topalović, que liderou uma missão diplomática em nome de Mihailović para tentar reverter a decisão dos Aliados de abandonar os Chetniks. Este esforço foi abortado, pois os britânicos não lhe permitiram deixar a Itália e não reconsideraram a sua política de apoio a Tito e aos Partidários.   Topalović foi substituído como presidente do Comité Nacional Central por Mihailo Kujundžić, que teve um ataque cardíaco e morreu pouco depois. Ele foi substituído por Moljević. O novo presidente nunca se reconciliou com a nova estrutura política e criticou-a, especialmente porque não conseguiu obter resultados para o movimento Chetnik. Permaneceu uma lacuna significativa entre aqueles que abraçaram a nova estrutura política e aqueles que aderiram à ideologia Chetnik original, e esta divisão foi transportada para a diáspora de emigrados do pós-guerra. Independentemente do regresso de Moljević ao redil, os políticos do pré-guerra permaneceram em evidência e entraram em campo para se juntar a Mihailović. 

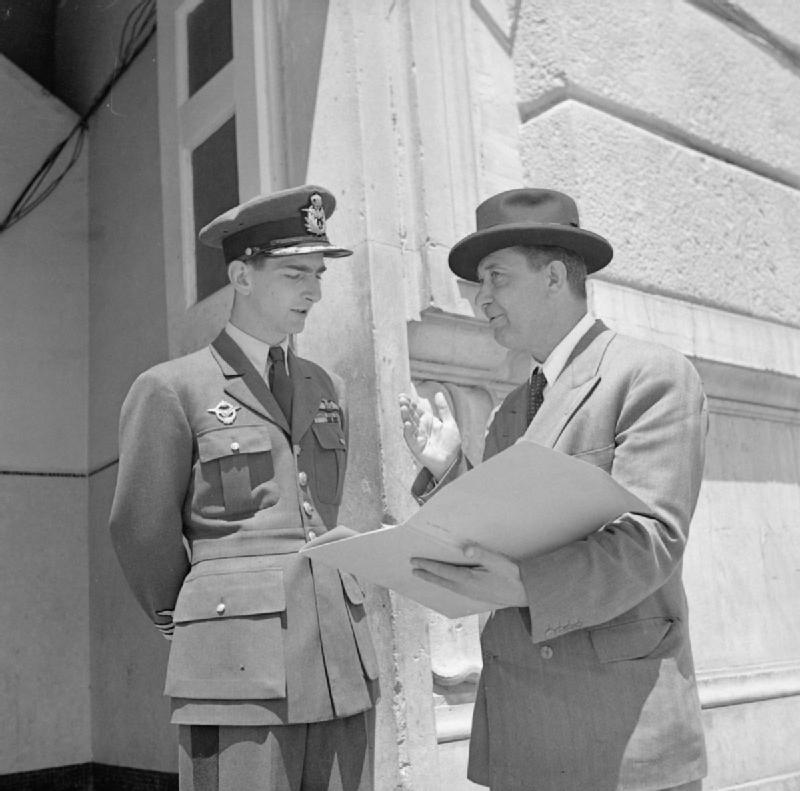
Rei Pedro (deixado de uniforme) e Ivan Šubašić na Itália em junho de 1944

O comité central da JDNZ foi seleccionado em Junho, composto por seis membros, um para assuntos externos, assuntos legislativos, assuntos económicos e fiscais, questões de nacionalidade e propaganda, assuntos sociais e construção económica. O comité central condenou o novo governo no exílio liderado por Ivan Šubašić, chamando os seus membros de simpatizantes comunistas e de separatistas croatas. Também nomeou representantes especiais para o movimento Chetnik no exterior, incluindo Konstantin Fotić nos Estados Unidos, Jovan Đonović em Argel, Bogoljub Jevtić no Reino Unido, General Petar Živković na Itália e Mladen Žujović no Egito. 
Pelo menos dentro do território da Sérvia ocupado pelos alemães, o movimento Chetnik tomou medidas para implementar as resoluções do congresso. Os comandantes do corpo receberam ordens de modificar os arranjos administrativos em suas áreas de responsabilidade, e novos "comitês de Ravna Gora" foram estabelecidos em cada distrito e aldeia para substituir a administração existente. Novos comandantes distritais foram nomeados, auxiliados por tesoureiros e contramestres. Os decretos do Comitê Nacional Central ampliado tornaram-se vinculativos para todos os comitês de Ravna Gora e comandantes distritais de Chetnik, e eles deveriam apenas receber ordens do Comitê Executivo do Comitê Nacional Central, que também era responsável por toda a propaganda. Os Chetniks assumiram grande parte da Sérvia ocupada fora das cidades, empurrando a administração do governo Nedić para as margens. 
O comité central reuniu-se novamente durante o período de 20 a 23 de julho, afirmando que considerava o governo Šubašić incapaz de proteger os interesses da Jugoslávia e do rei, e reservando-se o direito de tomar quaisquer ações que considerasse necessárias para cuidar dos interesses da Jugoslávia. Ficou claro que Mihailović não aceitou a sua destituição do cargo de ministro do governo em junho. Quando foi demitido do cargo de chefe do Estado-Maior do Comando Supremo em agosto, ele também não aceitou isso e continuou a se referir aos Chetniks como o "Exército Iugoslavo na Pátria", tendo ele mesmo como chefe. O comité central só se reuniu mais duas vezes entre julho de 1944 e março de 1945. Em agosto, vários membros do comitê central, incluindo Pribićević, Vladimir Belajčić e Ivan Kovač, juntamente com um comandante sênior do Chetnik, major Zvonimir Vučković, foram enviados para se juntar a Topalović na Itália. Os seus apelos para uma mudança de política em relação aos Chetniks foram em vão. Mihailović desestabilizou o comitê central pouco antes de ser forçado a se retirar da Sérvia para o nordeste da Bósnia em meados de setembro de 1944, por considerar que só poderia levar combatentes com ele. Independentemente disso, a maioria dos membros do comité central acompanhou-o.  Eventualmente, Mihailović e Moljević discutiram sobre a relação do movimento Chetnik com os alemães, e Moljević renunciou e não foi substituído. Este foi o fim da organização política Chetnik que ganhou forma em Ba. 
Apesar de ter sido planejado muito antes da realização da Segunda Sessão do AVNOJ, o Congresso Ba foi amplamente visto como uma resposta a ela.  O congresso foi de longe o evento político mais importante para os Chetniks de Mihailović durante a guerra.  Independentemente das mudanças internas provocadas pelo congresso, isso não impediu que os Aliados Ocidentais rompessem o contacto com o movimento Chetnik, e não houve reaproximação com os Partidários.  Dada a situação na Jugoslávia no início de 1944, combinada com a divisão entre os britânicos e os chetniks sobre o fracasso destes últimos em resistir aos alemães, o congresso nada fez para melhorar a posição do movimento chetnik.  
Durante o equilíbrio de 1944, a posição Chetnik em toda a Jugoslávia ocupada continuou a deteriorar-se, uma vez que os alemães não confiavam neles e os acordos provisórios entre os dois forneceram apenas uma ajuda limitada contra o seu inimigo comum, os Partisans. A colaboração contínua dos Chetnik também favoreceu os guerrilheiros do ponto de vista da propaganda e minou o moral dentro das fileiras dos Chetniks quando eles perceberam que os alemães perderiam a guerra.  No final de 1944, os guerrilheiros, juntamente com o Exército Vermelho, entraram no território ocupado da Sérvia, forçando os chetniks a retirar-se para Sandžak e depois para o NDH ao lado das tropas alemãs.  Finalmente, muitos Chetniks recuaram em direção às fronteiras ocidentais da Iugoslávia, na esperança de se renderem aos Aliados Ocidentais.  O próprio Mihailović foi enganado pelos guerrilheiros fazendo-o pensar que uma revolta contra eles estava em andamento na Sérvia controlada pelos guerrilheiros e, quando tentou retornar para se juntar a ela, foi capturado no início de 1946. Interrogado e julgado por alta traição e crimes de guerra pelas novas autoridades iugoslavas, foi considerado culpado e executado em 17 de julho daquele ano. 